# Pundtegn
 For alternative betydninger, se Pund. (Se også artikler, som begynder med Pund)
Pundtegnet ("£" eller "₤") anvendes primært som valutategn for møntenheden pund. Tegnet er en version af bogstavet L for Libra, som på latin betyder vægt eller et romersk pund
I Italien anvendtes symbolet ₤ for lira før indførelsen af euro (€).
Det gamle pundtegn for vægt (½ kg) ligner et 'u', men angives at have sin oprindelse fra lb = libra. 
Vi kan finde tegnet i Frøken Jensens Kogebog fra 1901. 

| Sprog | Spire Denne artikel om sprog er en spire som bør udbygges. Du er velkommen til at hjælpe Wikipedia ved at udvide den. |